# 14062 Cremaschini
14062 Cremaschini (1996 CR8) là một tiểu hành tinh vành đai chính được phát hiện ngày 14 tháng 2 năm 1996 bởi M. Tombelli và U. Munari ở Cima Ekar.